# Amore e patatine
Amore e patatine (Life on a Stick) è una serie televisiva statunitense in 13 episodi trasmessi per la prima volta nel corso di una sola stagione nel 2005.
È una sitcom per ragazzi incentrata sulle vicende di diversi adolescenti che lavorano e spendono il loro tempo nei pressi del fast food Yippie Hot Dogs di un centro commerciale.

## Personaggi e interpreti
- Laz Lackerson (13 episodi, 2005), interpretato da Zachary Knighton.
- Fred (13 episodi, 2005), interpretato da Charlie Finn.
- Lily (13 episodi, 2005), interpretata da Rachelle Lefèvre.
- Molly Callahan (13 episodi, 2005), interpretata da Saige Thompson.
- Rick Lackerson (13 episodi, 2005), interpretato da Matthew Glave.
- Michelle Lackerson (13 episodi, 2005), interpretata da Amy Yasbeck.
- Mr. Hut (12 episodi, 2005), interpretato da Maz Jobrani.
- Jasper (11 episodi, 2005), interpretato da Ryan Belleville.
- Gus Lackerson (8 episodi, 2005), interpretato da Frankie Ryan Manriquez.
- Leonard (6 episodi, 2005), interpretato da Chuck Carter.
- Mr. Richardson (2 episodi, 2005), interpretato da John Bliss.
- Stan (2 episodi, 2005), interpretato da Simon Helberg.
- Brad (2 episodi, 2005), interpretato da Josh Braaten.

## Produzione
La serie, ideata da Victor Fresco, fu prodotta da Paramount Network Television e girata negli studios della Paramount a Hollywood in California. Le musiche furono composte da Shawn K. Clement.

### Registi
Tra i registi sono accreditati:
- Andrew D. Weyman in 6 episodi (2005)
- Andy Ackerman in 3 episodi (2005)
- Lee Shallat Chemel in 3 episodi (2005)

### Sceneggiatori
Tra gli sceneggiatori sono accreditati:
- Victor Fresco in 13 episodi (2005)
- Maggie Bandur in 2 episodi (2005)
- Adam Chase in 2 episodi (2005)
- Michael A. Ross in 2 episodi (2005)
- Michael Teverbaugh in 2 episodi (2005)
- Miriam Trogdon in 2 episodi (2005)

## Distribuzione
La serie fu trasmessa negli Stati Uniti dal 24 marzo 2005 al 27 aprile 2005 sulla rete televisiva FOX. In Italia è stata trasmessa dal 6 settembre 2009 su RaiDue con il titolo Amore e patatine.
Alcune delle uscite internazionali sono state:
- negli Stati Uniti il 24 marzo 2005 (Life on a Stick)
- in Canada il 24 marzo 2005
- in Finlandia il 4 settembre 2005
- in Brasile il 2 novembre 2005
- in Italia (Amore e patatine)

## Episodi
| Stagione       | Episodi | Prima TV USA | Prima TV Italia |
| -------------- | ------- | ------------ | --------------- |
| Prima stagione | 13      | 2005         | 2009            |